# Visconde de Almeida e Vasconcelos
Visconde de Almeida e Vasconcelos é um título nobiliárquico criado por D. Manuel II de Portugal, por Decreto de data desconhecida de Dezembro de 1908, em favor de Raul de Almeida Loureiro e Vasconcelos.
Titulares
1. Raul de Almeida Loureiro e Vasconcelos, 1.º Visconde de Almeida e Vasconcelos.

Após a Implantação da República Portuguesa, e com o fim do sistema nobiliárquico, usaram o título: 
1. Francisco de Melo Breyner de Almeida Loureiro e Vasconcelos, 2.º Visconde de Almeida e Vasconcelos;
2. Eduardo José de Almeida Loureiro e Vasconcelos, 3.º Visconde de Almeida e Vasconcelos;
3. Maria Eduarda de Almeida e Vasconcelos, 4.ª Viscondessa de Almeida e Vasconcelos;
4. Duarte José de Almeida e Vasconcellos da Cunha de Mello, 5.º Visconde de Almeida e Vasconcelos.[2]